# 1480
1480 (MCDLXXX) var ett skottår som började en lördag i den julianska kalendern.

## Händelser

### Mars
- 6 mars – Gran Canaria blir en kastiliansk koloni.[1]

### Okänt datum
- Svenskarna hämnas det ryska anfallet mot Nyslott året innan.
- Den nederländske humanisten Rudolf Agricola ger ut sitt stora arbete i retorik, De inventione dialectica.

## Födda
- 10 januari – Margareta av Österrike, regent och ståthållare i Nederländerna.
- 18 april – Lucrezia Borgia, italiensk furstinna.
- oktober – Gaetano av Thiene, italiensk grundare av Teatinorden, helgon.
- Laura Dianti, italiensk kulturpersonlighet.

## Avlidna
- 10 juli – René I av Neapel, greve av Provence.
- Eleonora av Skottland, skotsk prinsessa.

### Fotnoter
1. ↑  World Statesmen (läst 6 april 2011)